# Vognillan
Vognillan és un nucli de població pertanyent al municipi d'Oppdal, al comtat noruec de Sør-Trøndelag. Es troba a uns 13 quilòmetres a l'est de Lønset, a uns 7 quilòmetres a l'oest del centre municipal d'Oppdal, i prop de 20 quilòmetres al sud de Rennebu.